# Kerstin Bohman (samhällsreformator)
Kerstin Maria Eleonora Bohman, född Rüffel 3 september 1855 på Kallinge bruk i Ronneby socken i Blekinge län, död 10 mars 1940 i Oscars församling i Stockholm, var en svensk lärare, skolföreståndare och aktivist.
Hon verkade som lärare och var 1883 föreståndare för Nisbethska skolan i Uppsala. Hon var sedan verksam vid flickskolan i Linköping.
Hon gifte sig 1884 med justitierådet Hugo Bohman och lämnade då läraryrket.
Hon var en framträdande medlem i Svenska drägtreformföreningen, och var dess ordförande mellan 1886 och 1889. 
Hon var engagerad i flera sjukvårdsföreningar. Hon var vice ordförande vid en sjukvårdsförening inom Adolf Fredriks församling, bildade 1898 Föreningen för sjukvård hos fattiga på Östermalm, där hon var vice ordförande. Hon var ordförande i en förening för ett internationellt lärarinnehem, som hon bildade med Ellen Fries
år 1897.